# Saison 3 de 9-1-1
 (mai 2020).
Si vous disposez d'ouvrages ou d'articles de référence ou si vous connaissez des sites web de qualité traitant du thème abordé ici, merci de compléter l'article en donnant les références utiles à sa vérifiabilité et en les liant à la section « Notes et références ».
Chronologie
Saison 2 Saison 4
Cet article présente le guide des épisodes de la troisième saison de la série télévisée américaine 9-1-1.

## Généralités
- Aux États-Unis, cette saison sera diffusée à partir du 23 septembre 2019 sur le réseau Fox.
- Au Canada, elle est diffusée en simultané sur le réseau Global.

## Distribution

### Acteurs principaux
- Angela Bassett (VF : Maïk Darah) : Athena Grant
- Peter Krause (VF : Guillaume Orsat) : Robert « Bobby » Nash
- Jennifer Love Hewitt (VF : Sophie Arthuys) : Maddie Buckley
- Oliver Stark (VF : Franck Lorrain) : Evan « Buck » Buckley
- Kenneth Choi (VF : Marc Perez) : Howard « Chimney » Han
- Aisha Hinds (VF : Laura Zichy) : Henrietta « Hen » Wilson
- Ryan Guzman (VF : Pascal Nowak) : Edmundo « Eddie » Diaz
- Rockmond Dunbar (VF : Gilles Morvan) : Michael Grant
- Corinne Massiah (VF : Cécile Gatto) : May Grant
- Marcanthonee Jon Reis (VF : Gwenaëlle Julien) : Harry Grant
- Gavin McHugh (VF : Gwenaelle Jegou) : Christopher Diaz

### Acteurs récurrents
- Tracie Thoms : Karen Wilson
- Declan Pratt : Denny Wilson
- Debra Christofferson : Sue Blevins
- Gavin Stenhouse : Priest
- Bryan Safi : Josh Russo
- Ronda Rousey : pompière Lena Bosko
- Ellen Hollman : Tara
- Scott Speiser : Vincent
- John Harlan Kim (VF : Rémi Caillebot) : Albert Han

### Invités
- Jeff Pierre : Emmett Washington
- Alex Loynaz : Terry Flores
- Cocoa Brown : Carla Price
- Chiquita Fuller : Linda Bates
- Jonathan Grebe : John
- Ana Mercedes : Isabel Diaz
- Devin Kelley : Shannon Diaz
- William Russ : Chuck
- Ava Acres : Charlotte
- Brian Tichnell : Max Green
- Elia Cantu : Stacy Green
- Ashwin Gore : Jamal Momed
- Deborah Strang : Adele Summers
- Conor Romero : Jason Summers
- Jordan Belfi : Chase Mackey
- Connie Britton (VF : Emmanuèle Bondeville) : Abby Clark
- Steven Culp : Henry Wallace (E12)
- Patricia Belcher : La voisine des Wallaces (E12)
- Noah Bean : Jeffrey Hudson (E16)
- Brooke Shields : Tara (E18)

## Épisodes

### Épisode 1:Les Gosses d'aujourd'hui
- États-Unis /  Canada : 23 septembre 2019 sur Fox / Global
- Belgique : 29 mars 2020 sur RTL-TVI
- Suisse : 2 avril 2020 sur RTS 1
- France : 27 août 2020 sur M6

- États-Unis : 7,14 millions de téléspectateurs (première diffusion)
- France : 2,475 millions de téléspectateurs (12,1 %)[1] (première diffusion)

### Épisode 2:À la dérive
- États-Unis /  Canada : 30 septembre 2019 sur Fox / Global
- Belgique : 29 mars 2020 sur RTL-TVI
- Suisse : 2 avril 2020 sur RTS 1
- France : 27 août 2020 sur M6

- États-Unis : 7,46 millions de téléspectateurs (première diffusion)
- France : 2,47 millions de téléspectateurs (13,1 %)[1]

### Épisode 3:Le Creux de la vague
- États-Unis /  Canada : 7 octobre 2019 sur Fox / Global
- Belgique : 5 avril 2020 sur RTL-TVI
- Suisse : 9 avril 2020 sur RTS 1
- France : 3 septembre 2020 sur M6

- États-Unis : 7,34 millions de téléspectateurs (première diffusion)
- France : 2,337 millions de téléspectateurs (10,7 %)[2] (première diffusion)

### Épisode 4:À fleur de peau
- États-Unis /  Canada : 14 octobre 2019 sur Fox / Global
- Belgique : 5 avril 2020 sur RTL-TVI
- Suisse : 9 avril 2020 sur RTS 1
- France : 3 septembre 2020 sur M6

- États-Unis : 6,30 millions de téléspectateurs (première diffusion)
- France : 2,02 millions de téléspectateurs (10,5 %)[2]

### Épisode 5:La Rage au ventre
- États-Unis /  Canada : 21 octobre 2019 sur Fox / Global
- Belgique : 12 avril 2020 sur RTL-TVI
- Suisse : 16 avril 2020 sur RTS 1
- France : 10 septembre 2020 sur M6

- États-Unis : 6,54 millions de téléspectateurs (première diffusion)
- France : 2,21 millions de téléspectateurs (9,7 %)[3] (première diffusion)

### Épisode 6:Monstres
- États-Unis /  Canada : 28 octobre 2019 sur Fox / Global
- Suisse : 16 avril 2020 sur RTS 1
- Belgique : 19 avril 2020 sur RTL-TVI
- France : 10 septembre 2020 sur M6

- États-Unis : 6,26 millions de téléspectateurs (première diffusion)
- France : 2,12 millions de téléspectateurs (10,7 %)[3]

### Épisode 7:Emmett
- États-Unis /  Canada : 4 novembre 2019 sur Fox / Global
- Suisse : 23 avril 2020 sur RTS 1
- Belgique : 26 avril 2020 sur RTL-TVI
- France : 17 septembre 2020 sur M6

- États-Unis : 6,08 millions de téléspectateurs (première diffusion)
- France : 2,394 millions de téléspectateurs (11,1 %)[4] (première diffusion)

- Jeff Pierre : Emmett Washington

### Épisode 8:Défaillance
- États-Unis /  Canada : 11 novembre 2019 sur Fox / Global
- Suisse : 23 avril 2020 sur RTS 1
- Belgique : 3 mai 2020 sur RTL-TVI
- France : 17 septembre 2020 sur M6

- États-Unis : 6,54 millions de téléspectateurs (première diffusion)
- France : 2,15 millions de téléspectateurs (11 %)[4]

### Épisode 9:Le Doute
- États-Unis /  Canada : 25 novembre 2019 sur Fox / Global
- Suisse : 30 avril 2020 sur RTS 1
- Belgique : 30 août 2020 sur RTL-TVI
- France : 24 septembre 2020 sur M6

- États-Unis : 6,14 millions de téléspectateurs (première diffusion)
- France : 2,405 millions de téléspectateurs (10,7 %)[5] (première diffusion)

L'équipe doit faire face à une météorite et à un transport de déchets radioactifs. 

### Épisode 10:Le Bon Esprit
- États-Unis /  Canada : 2 décembre 2019 sur Fox / Global
- Suisse : 30 avril 2020 sur RTS 1
- Belgique : 30 août 2020 sur RTL-TVI
- France : 24 septembre 2020 sur M6

- États-Unis : 6,81 millions de téléspectateurs (première diffusion)
- France : 2,15 millions de téléspectateurs (10,8 %)[5]

Gonzalo Menendez (Agent d'aéroport)

### Épisode 11:L'instant présent
- États-Unis /  Canada : 16 mars 2020 sur Fox / Global
- Belgique : 6 septembre 2020 sur RTL-TVI
- France : 1er octobre 2020 sur M6

- Suisse : 20 septembre 2020 sur TSR1

- États-Unis : 6,97 millions de téléspectateurs (première diffusion)
- France : 2,45 millions de téléspectateurs (10,6 %)[6] (première diffusion)

### Épisode 12:Célibataires
- États-Unis /  Canada : 23 mars 2020 sur Fox / Global
- Belgique : 6 septembre 2020 sur RTL-TVI
- France : 1er octobre 2020 sur M6

- États-Unis : 7,03 millions de téléspectateurs (première diffusion)
- France : 2,21 millions de téléspectateurs (10,8 %)[6]

- Audrey Wasilewski (Joan Wallace)
- Patricia Belcher (Wallace voisine)

### Épisode 13:Je t'aime
- États-Unis /  Canada : 30 mars 2020 sur Fox / Global
- Belgique : 13 septembre 2020 sur RTL-TVI
- France : 8 octobre 2020 sur M6

- États-Unis : 7,22 millions de téléspectateurs (première diffusion)
- France : 2,731 millions de téléspectateurs (11,7 %)[7] (première diffusion)

### Épisode 14:Le 9-1-1 ne répond plus
- États-Unis /  Canada : 13 avril 2020 sur Fox / Global
- Belgique : 13 septembre 2020 sur RTL-TVI
- France : 8 octobre 2020 sur M6

- États-Unis : 7,63 millions de téléspectateurs (première diffusion)
- France : 2,5 millions de téléspectateurs (12,3 %)[7]

### Épisode 15:Eddie
- États-Unis /  Canada : 20 avril 2020 sur Fox / Global
- Belgique : 20 septembre 2020 sur RTL-TVI
- France : 15 octobre 2020 sur M6

- États-Unis : 6,84 millions de téléspectateurs (première diffusion)
- France : 2,877 millions de téléspectateurs (12,4 %)[8] (première diffusion)

### Épisode 16:Face aux regrets
- États-Unis /  Canada : 27 avril 2020 sur Fox / Global
- Belgique : 20 septembre 2020 sur RTL-TVI
- France : 15 octobre 2020 sur M6

- États-Unis : 6,81 millions de téléspectateurs (première diffusion)
- France : 2,6 millions de téléspectateurs (12,8 %)[8]

### Épisode 17:A terre
- États-Unis /  Canada : 4 mai 2020 sur Fox / Global
- Belgique : 11 octobre 2020 sur RTL-TVI
- France : 22 octobre 2020 sur M6

- États-Unis : 6,99 millions de téléspectateurs (première diffusion)
- France : 2,54 millions de téléspectateurs (10,6 %)[9] (première diffusion)

- Connie Britton : Abby Clark

### Épisode 18:La Vie est une si belle aventure
- États-Unis /  Canada : 11 mai 2020 sur Fox / Global
- Belgique : 11 octobre 2020 sur RTL-TVI
- France : 22 octobre 2020 sur M6

- États-Unis : 7,29 millions de téléspectateurs (première diffusion)
- France : 2,42 millions de téléspectateurs (11,3 %)[9]

- Connie Britton : Abby Clark
- Rumer Willis : Georgia
- Brooke Shields : Dr Kara Sanford
- Travis Schuldt : Sam Egan

## Audiences aux États-Unis
| N° d'épisode | Titre original               | Titre français                   | Chaîne | Date de diffusion originale | Audience (en millions de téléspectateurs) | Pdm sur les 18-49 ans |
| ------------ | ---------------------------- | -------------------------------- | ------ | --------------------------- | ----------------------------------------- | --------------------- |
| 1            | Kids Today                   | Les Gosses d'aujourd'hui         | FOX    | 23 septembre 2019           | 7.14                                      | 1.6                   |
| 2            | Sink or Swim                 | À la dérive                      | FOX    | 30 septembre 2019           | 7.46                                      | 1.6                   |
| 3            | The Searchers                | Le Creux de la vague             | FOX    | 7 octobre 2019              | 7.34                                      | 1.7                   |
| 4            | Triggers                     | À fleur de peau                  | FOX    | 14 octobre 2019             | 6.30                                      | 1.4                   |
| 5            | Rage                         | La Rage au ventre                | FOX    | 21 octobre 2019             | 6.54                                      | 1.5                   |
| 6            | Monsters                     | Monstres                         | FOX    | 28 octobre 2019             | 6.26                                      | 1.3                   |
| 7            | Athena Begins                | Emmett                           | FOX    | 4 novembre 2019             | 6.08                                      | 1.3                   |
| 8            | Malfunction                  | Défaillance                      | FOX    | 11 novembre 2019            | 6.54                                      | 1.3                   |
| 9            | Fallout                      | Le Doute                         | FOX    | 25 novembre 2019            | 6.14                                      | 1.3                   |
| 10           | Christmas Spirit             | Le Bon Esprit                    | FOX    | 2 décembre 2019             | 6.81                                      | 1.4                   |
| 11           | Seize the Day                | L'instant présent                | FOX    | 16 mars 2020                | 6.97                                      | 1.4                   |
| 12           | Fools                        | Célibataires                     | FOX    | 23 mars 2020                | 7.03                                      | 1.4                   |
| 13           | Pinned                       | Je t'aime                        | FOX    | 30 mars 2020                | 7.22                                      | 1.3                   |
| 14           | The Taking of Dispatch 9-1-1 | Le 9-1-1 ne répond plus          | FOX    | 13 avril 2020               | 7.63                                      | 1.5                   |
| 15           | Eddie Begins                 | Eddie                            | FOX    | 20 avril 2020               | 6.84                                      | 1.2                   |
| 16           | The One That Got Away        | Face aux regrets                 | FOX    | 27 avril 2020               | 6.81                                      | 1.2                   |
| 17           | Powerless                    | À terre                          | FOX    | 4 mai 2020                  | 6.99                                      | 1.3                   |
| 18           | What's Next?                 | La vie est une si belle aventure | FOX    | 11 mai 2020                 | 7.29                                      | 1.3                   |

## Audiences en France
| N° d'épisode | Titre français                   | Chaîne | Date de diffusion française | Audiences (en millions de téléspectateurs) | Part d'audience (4 ans et plus) | Part d'audience (FRDA-50) |
| ------------ | -------------------------------- | ------ | --------------------------- | ------------------------------------------ | ------------------------------- | ------------------------- |
| 1            | Les Gosses d'aujourd'hui         | M6     | 27 août 2020                | 2.48                                       | 12.1 %                          | 24.9 %                    |
| 2            | À la dérive                      | M6     | 27 août 2020                | 2.47                                       | 13.1 %                          | 24.9 %                    |
| 3            | Le Creux de la vague             | M6     | 3 septembre 2020            | 2.34                                       | 10.7 %                          | 20.0 %                    |
| 4            | À fleur de peau                  | M6     | 3 septembre 2020            | 2.02                                       | 10.5 %                          | 20.0 %                    |
| 5            | La Rage au ventre                | M6     | 10 septembre 2020           | 2.21                                       | 9.7 %                           | 18.7 %                    |
| 6            | Monstres                         | M6     | 10 septembre 2020           | 2.12                                       | 10.7 %                          | 18.7 %                    |
| 7            | Emmett                           | M6     | 17 septembre 2020           | 2.39                                       | 11.1 %                          | 22.4 %                    |
| 8            | Défaillance                      | M6     | 17 septembre 2020           | 2.15                                       | 11.0 %                          | 22.4 %                    |
| 9            | Le Doute                         | M6     | 24 septembre 2020           | 2.41                                       | 10.7 %                          | 18.8 %                    |
| 10           | Le Bon Esprit                    | M6     | 24 septembre 2020           | 2.15                                       | 10.8 %                          | 18.8 %                    |
| 11           | L'instant présent                | M6     | 1er octobre 2020            | 2.45                                       | 10.6 %                          | 19.9 %                    |
| 12           | Célibataires                     | M6     | 1er octobre 2020            | 2.21                                       | 10.8 %                          | 19.9 %                    |
| 13           | Je t'aime                        | M6     | 8 octobre 2020              | 2.73                                       | 11.7 %                          | 22.7 %                    |
| 14           | Le 9-1-1 ne répond plus          | M6     | 8 octobre 2020              | 2.50                                       | 12.3 %                          | 22.7 %                    |
| 15           | Eddie                            | M6     | 15 octobre 2020             | 2.88                                       | 12.4 %                          | 23.0 %                    |
| 16           | Face aux regrets                 | M6     | 15 octobre 2020             | 2.60                                       | 12.8 %                          | 23.0 %                    |
| 17           | À terre                          | M6     | 22 octobre 2020             | 2.54                                       | 10.6 %                          | 20.0 %                    |
| 18           | La vie est une si belle aventure | M6     | 22 octobre 2020             | 2.42                                       | 11.3 %                          | 20.0 %                    |